# Poppers

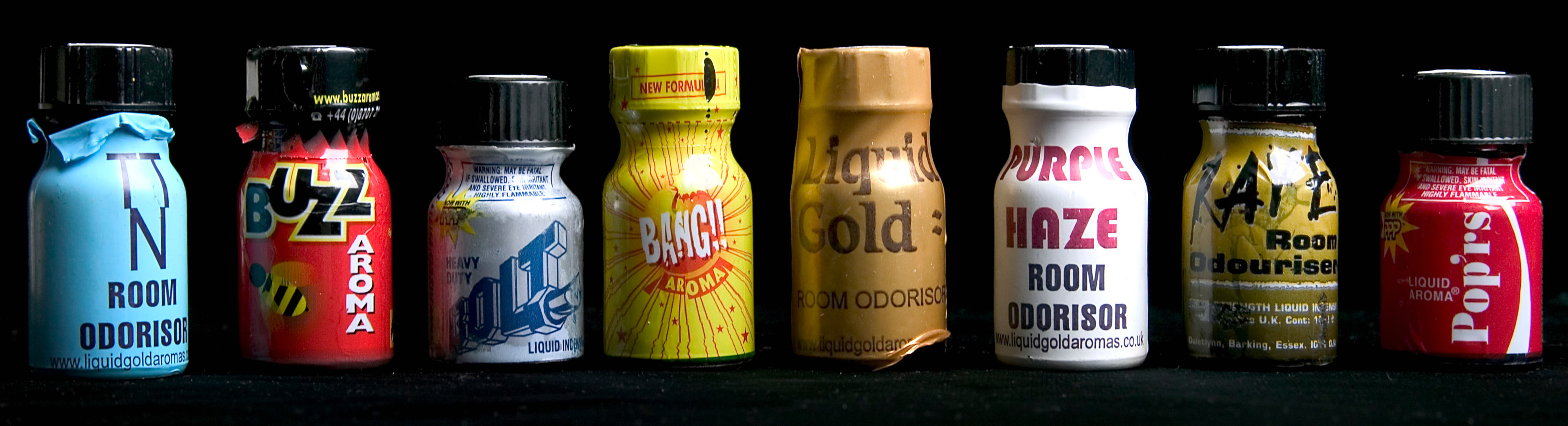
Poppersy różnych marek

Poppers – potoczne określenie różnych azotynów alkilu przyjmowanych wziewnie w celach rekreacyjnych. Zalicza się do nich w szczególności azotyn amylu, azotyn butylu i azotyn izobutylu. Azotyn amylu był długo wykorzystany w leczeniu dławicy piersiowej, a także jako antidotum w zatruciach cyjankami. Azotyn amylu i kilka innych alkilowych azotynów, które są wykorzystywane w wielu produktach, takich jak odświeżacze powietrza i spreje do czyszczenia głowic video, można wykorzystywać do zwiększenia seksualnej przyjemności po przyjęciu drogą wziewną. Produkty te stały się również częścią kultury klubowej z lat 1970. sceny disco aż do lat 1980. i lat 1990. stylu rave.

## Działanie
Wdychane azotyny wywołują rozluźnienie mięśni gładkich w całym organizmie, w tym zwieraczy odbytu i mięśni pochwy. Dalszym efektem działania azotynów jest rozszerzenie naczyń krwionośnych (co powoduje nagły spadek ciśnienia krwi), zwiększenie częstości akcji serca oraz wywołanie uczucia ciepła i podniecenia, które zazwyczaj trwa kilka minut.
Azotyny są często wykorzystywane jako narkotyki lub w celu zwiększenia odczuć seksualnych. Powodują powstanie uczucia euforii, uderzenia krwi do głowy, śmiechu lub niekontrolowanego chichotania i inne odczucia, które wynikają ze spadku ciśnienia krwi – te efekty są często odczuwane jako zwiększenie pobudzenia i pożądania seksualnego. Jednocześnie rozluźnienie mięśni pochwy i odbytu może ułatwić penetrację. Powszechnie uważa się, że poppers mogą wzmocnić i przedłużyć orgazm.
Według niepotwierdzonych naukowo informacji zarówno mężczyźni, jak i kobiety mogą czerpać przyjemność ze stosowania poppersów, jednak nie jest to uniwersalne odczucie; niektórzy mężczyźni twierdzą, że poppers mogą powodować krótkotrwałe problemy z erekcją.

## Kwestie zdrowotne
Wysokie dawki azotynów mogą powodować wystąpienie rzadkiego zaburzenia jakim jest methemoglobinemia, zwłaszcza u osób do tego predysponowanych. Sugeruje się, że przyjmowanie Viagry w połączeniu z azotynami może spowodować poważne spadki ciśnienia krwi, prowadząc do omdleń, udaru lub zawału serca. Poppers mogą spowodować wzrost ciśnienia wewnątrz gałki ocznej, dlatego u osób cierpiących na jaskrę mogą wystąpić dodatkowe zagrożenia w razie ich używania. Przypuszcza się również, że używanie poppersa przyspiesza wzrost komórek nowotworowych, ale dotychczas dowiedziono to tylko w przypadku myszy.
Do innych zagrożeń związanych z użyciem poppersów należą: oparzenia przy rozlaniu na skórze, utrata świadomości, bóle głowy.

## Właściwości chemiczne
Do poppersów zalicza się związki chemiczne z grupy azotynów alkilowych. Są to estry alkilowe kwasu azotawego [azotowego(III)] o strukturze R–ONO.
Organiczne azotany są przygotowywane na bazie alkoholi i azotynu sodu w roztworze kwasu siarkowego. Pozostawione ulegają powolnemu rozpadowi do tlenków azotu, wody, alkoholu i produktów polimeryzacji aldehydu.
|                          | azotyn butylu     | azotyn izobutylu | azotyn izoamylu     |
| ------------------------ | ----------------- | ---------------- | ------------------- |
| Wzór chemiczny           | CH3(CH2)2CH2O–N=O | (CH3)2CHCH2O–N=O | (CH3)2CHCH2CH2O–N=O |
| Masa cząsteczkowa        | 103,12            | 103,12           | 117,15              |
| Stan skupienia           | ciecz             | ciecz            | ciecz               |
| Temperatura wrzenia (°C) | 78,2              | 67               | 97-99               |
| Gęstość (g/cm³)          | 0,91              | 0,87             | 0,87                |